# Hvidbjerg Vinduet
Hvidbjerg Vinduet A/S eller Hvidbjerg i A/S er en dansk producent af vinduer og døre med hovedkvarter i Hvidbjerg. Virksomheden har produktion af vinduer og døre i plastik i Hvidbjerg, Thyholm og produktion af vinduer og døre i træ/alu i Nors, Thy. Der er ca. 155 ansatte i Hvidbjerg Vinduet, som er et datterselskab til ACO Nordic Group, som igen er en del af den tyske ACO-koncern, der er ejet af Thomas Iver Ahlmann.

## Historie
To lokale iværksættere etablerede i 1966 glasfabrikken Isolar A/S. Den blev senere til en termorudefabrik. I 1975 etablerede de to iværksættere Hvidbjerg Vinduet. De to iværksættere startede op med produktion af vinduer og døre i plast. Selskabet Hvidbjerg Vinduet A/S blev etableret i 1993.